# Semenovia malcolmii
Semenovia malcolmii är en växtart i släktet Semenovia och familjen flockblommiga växter.
Arten är en perenn ört som förekommer i västra och centrala Kina samt i västra Himalaya. Den beskrevs som Peucedanum malcolmii av William Botting Hemsley och Henry Harold Welch Pearson 1902, och fick sitt nu gällande namn av Michail Pimenov 2013.